# ویکتور اوئت
ویکتور اوئت (فرانسوی: Victor Houet‎؛ زادهٔ ۲ سپتامبر ۱۹۰۰ - درگذشته نامشخص) بازیکن فوتبال اهل بلژیک بود.
وی همچنین در تیم ملی فوتبال بلژیک بازی کرده‌است.